# Enicospilus nigristigma
Enicospilus nigristigma är en stekelart som beskrevs av Joseph Augustine Cushman 1937. Enicospilus nigristigma ingår i släktet Enicospilus och familjen brokparasitsteklar. Inga underarter finns listade i Catalogue of Life.